# Banater Dorfmuseum

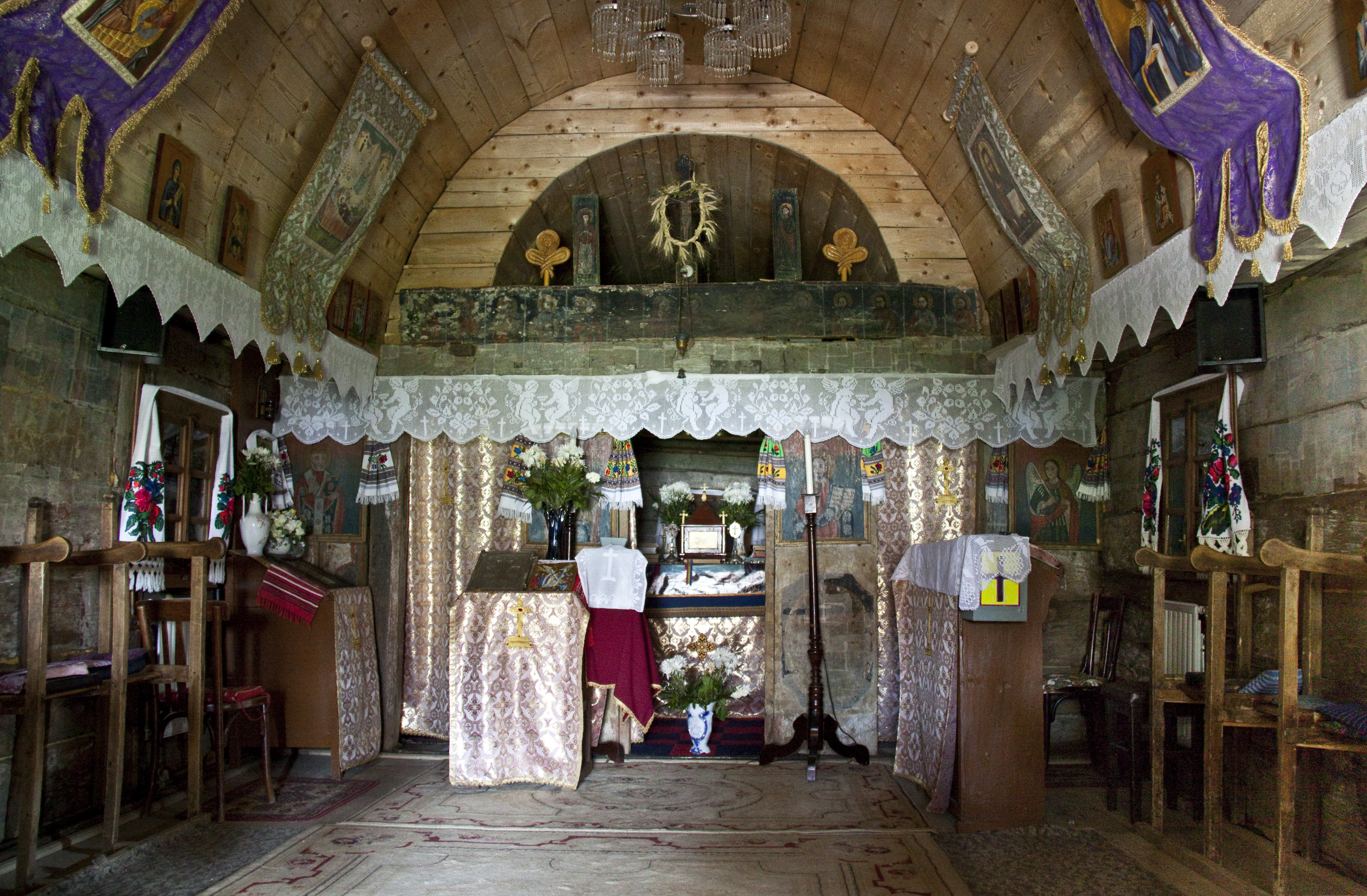
Innenansicht der Holzkirche „Sf. Arhangheli“ im Banater Dorfmuseum

Das Banater Dorfmuseum (rumänisch: Muzeul Satului Bănățean) ist ein ethnografisches Freilichtmuseum in Timișoara, im Kreis Timiș, im Westen Rumäniens. Das Banater Dorfmuseum befindet sich im Jagdwald (rumänisch Pădurea Verde), an der Aleea Avram Imbroane Nummer 1.

## Geschichte
Die Idee der Gründung eines Banater Dorfmuseums geht auf Ioachim Miloia zurück. Nachdem der Kunsthistoriker und Kirchenrestaurator Miloia 1928 von der Eröffnung des Ethnografischen Museums Transsilvaniens aus Cluj zurückkam, stellte er beim städtischen Rathaus in Timișoara einen Antrag zur Eröffnung eines kleinen Dorfmuseums im Innenhof des Banater Nationalmuseums. Nach der Genehmigung stellte er die ersten Kirchen, Holzkreuze und Bauernhäuser hier aus.
Im Jahr 1967 erhielt das Dorfmuseum das Areal im Jagdwald, auf dem es sich heute befindet. Seit dem 20. August 1971 ist das Banater Dorfmuseum für Besucher geöffnet. Zunächst war das Dorfmuseum eine Abteilung des Banater Museums, seit dem 1. Januar 2000 ist es infolge des Beschlusses Nummer 48 vom 22. Dezember 1999 eine eigenständige Institution, die direkt dem Kreisrat unterstellt ist.

## Beschreibung
Das Banater Dorfmuseum ist das einzige ethnografische Museum in Rumänien, das den ganzen Dorfkern mit all seinen repräsentativen Gebäuden wie Rathaus, Kirche, Schule, Kulturhaus und Kneipe, darstellt. Im Banater Dorfmuseum können die Charakteristika der traditionellen Zivilisation und Kultur im Westen Rumäniens betrachtet werden. Ausgestellt sind typisch rumänische Häuser sowie Häuser der mitwohnenden Ethnien. Auf einem Areal von 17 Hektar befinden sich 52 Häuser und Bauernhöfe sowie eine ethnografische Sammlung mit spezifischen Gebrauchsgegenständen des dörflichen Lebens: Möbel, Kleidung, Stoffe, Geräte und Handwerksarbeiten.

### Dorfanlage

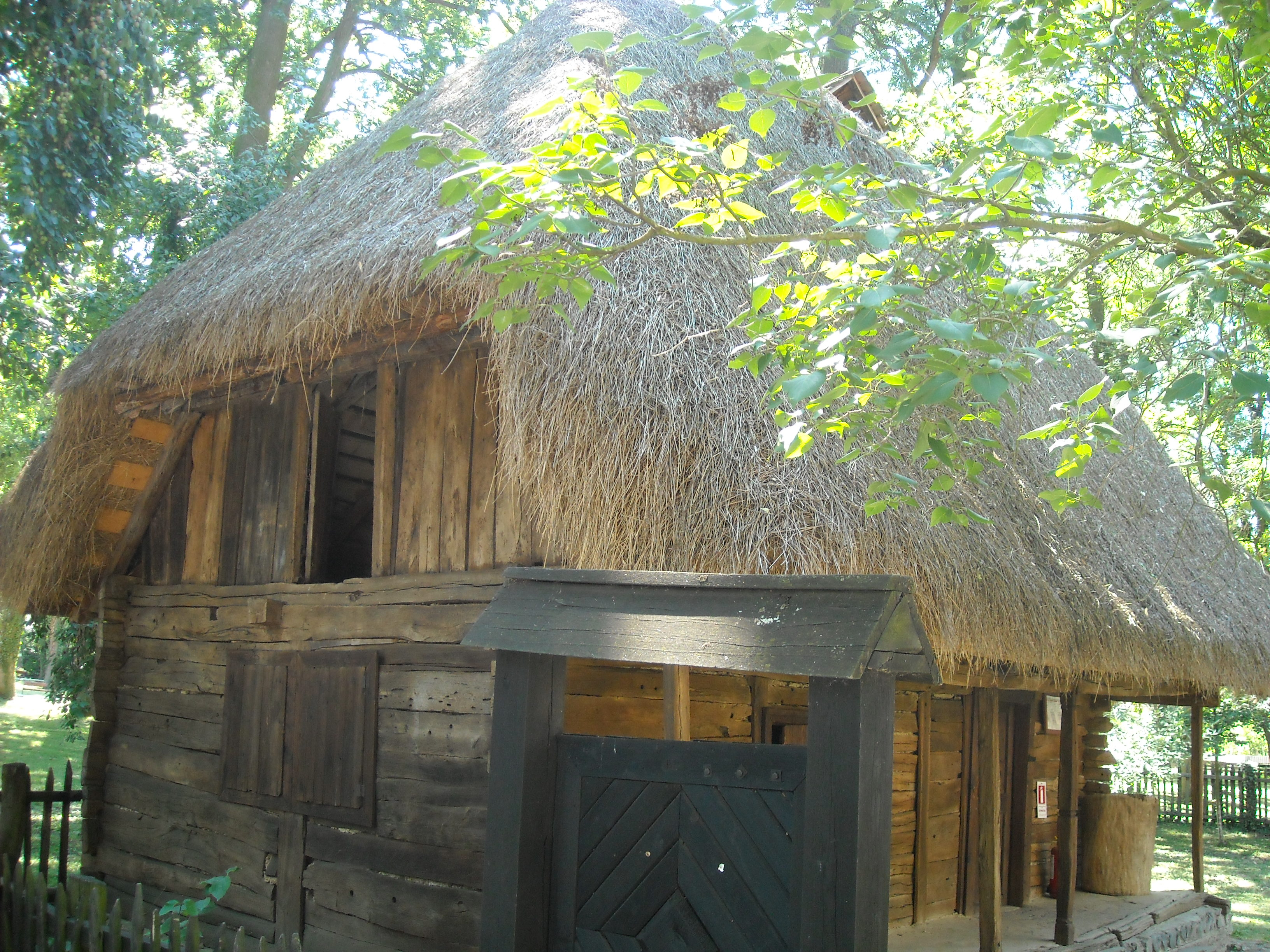
Bauernhaus aus der zweiten Hälfte des 18. Jahrhunderts

Die original Holz-, Stein- und Lehmgebäude sowie Gegenstände des alltäglichen Gebrauchs legen Zeugnis von den Menschen ab, die seit Jahrhunderten hier leben. Die Häuser haben in der Regel zwei bis drei Zimmer. Charakteristisch für alle Banater Häuser, unabhängig von der ethnischen Zugehörigkeit, ist die „gute Stube“, die mit den teuersten Möbeln und den wertvollsten Textilien ausgestattet ist und als Gästezimmer dient.

#### Deportationshaus
Auf Initiative der Vereinigung der ehemaligen Deportierten in die Bărăgan-Steppe (rumänisch: Asociația Foștilor Deportați în Bărăgan) wurde ein Deportationshaus originalgetreu nachgebaut. Das Haus ist aus gestampftem Lehm, mit Stroh gedeckt, hat zwei Räume, ein Zimmer und eine Küche und ist extrem karg möbliert.

### Teich
Ein Teich mit kleinen Pontons und einem Pavillon ist eine Touristenattraktion des Dorfmuseums. Rund anderthalb Tonnen Fisch leben in dem neuen Biotop. Kanufahrten sollen eine Attraktion für die Besucher des Dorfmuseums werden. Dafür steht die Genehmigung der Kreisverwaltung noch aus. Als weitere Attraktion soll  eine ungarische Fischerhütte an den Teichufern errichtet werden.

### Freilichtbühne
Das Banater Dorfmuseum ist Gastgeber zahlreicher kultureller Veranstaltungen der Stadt, die auf der Freilichtbühne neben dem Kulturhaus stattfinden. Im Herbst wird auf dem Museumsgelände das internationale Musikfestival „Plai!“ veranstaltet. Im Sommer findet sonntags eine Folkloreveranstaltung mit anschließendem Tanzabend „Hora Satului“ (rumänischer Volkstanz) statt. Geplant ist, im Dorfmuseum Schauspieler anzuheuern, die nach Bedarf in gewünschte Rollen schlüpfen und den Besuchern das Leben auf dem Land veranschaulichen.

## Führungen

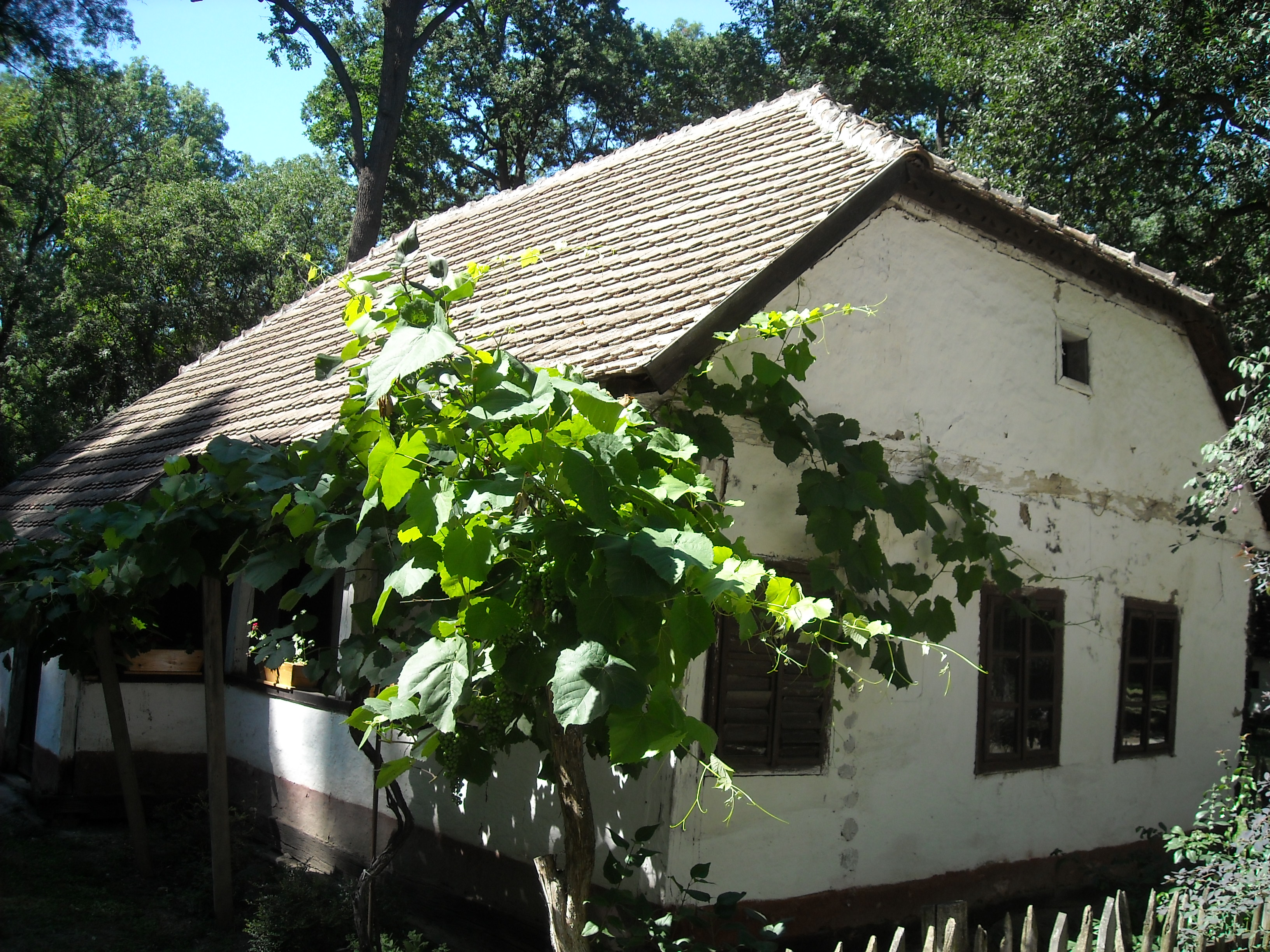
Töpferwerkstatt aus Birchiș, Ende 19. Jahrhundert

Das Banater Dorfmuseum bietet fachgerechte Führungen an.
Oft besuchen Schülergruppen das Museum. Für die Führungen sind zwei Museologen verantwortlich, die die Geschichte der einzelnen Häuser und die damit eingehenden Traditionen der  jeweiligen Kulturgruppen erklären. Zu Schulbeginn werden Aktionen gestartet, um ganze Schulklassen anzulocken. Der Eintritt für Schüler ist kostenlos. Führungen finden dienstags bis sonntags von 9 bis 17:00 Uhr statt.

## Finanzierung
Für 2012 erhielt das Museum vier Millionen Euro Fördermittel für Investitionen. Von der Rentabilität des Instituts hängen die Fördersummen, die der Kreisrat zusteuert, nicht ab. Das Dorfmuseum widerspiegelt die Dorfkultur des Banats und ist eine Visitenkarte der Kreisverwaltung. Geplante Investitionen sind ein neues Büro- und Verwaltungsgebäude, die Modernisierung der Freilichtbühne, der Ausbau der Teichanlage sowie die Modernisierung der Wege und der Wegbeleuchtung.